# San Salvador FC
San Salvador FC was een Salvadoraanse voetbalclub uit de hoofdstad San Salvador. De club bestond van 2002 tot 2008 en speelde zijn thuiswedstrijden in het Estadio Cuscatlán, het grootste stadion van het land.
In 2003 werd de club kampioen in het Clausura-seizoen. Na het Clausura seizoen van 2008 eindigde de club voorlaatste en moest een barrage spelen tegen tweedeklasser Juventud Independiente en verloor waardoor het degradeerde. Door deze degradatie kwam de club in financiële problemen terecht en spelers klaagden omdat hun lonen niet gestort werden. Om de spelers toch te kunnen betalen besloot de club hun plaats in de Segunda División (tweede klasse) te verkopen en met dat geld de spelers te betalen. Hierna legde de club de boeken neer en hield op te bestaan.

## Erelijst
- Landskampioen

2003 (Clausura)